# Stadio Romeo Neri
Das Stadio Romeo Neri ist ein Fußballstadion mit Leichtathletikanlage in der italienischen Stadt Rimini, Region Emilia-Romagna. Das städtische Stadion ist die Heimstätte des Fußballvereins AC Rimini 1912. Zu Ehren wurde es nach dem Turner und dreifachen Olympiasieger Romeo Neri benannt. Das Stadion verfügt über eine Kapazität von 9.768 Zuschauern.

## Geschichte
Die Sportstätte wurde in den Jahren 1933 bis 1934 erbaut. Es wurde erstmals im Jahr 1976 umfangreich renoviert und im Jahr 2005 mit weiteren Maßnahmen an die gestiegenen Anforderungen der Serie B angepasst. Die Pressetribüne ist mit 52 Plätzen ausgestattet, zudem sind 50 Behindertenplätze vorhanden.
Am 22. Juli 1990 wurde der Eurobowl IV, das Endspiel der European Football League, zwischen den Manchester Spartans und Legnano Frogs im Stadion ausgetragen. Dabei gewannen die Engländer mit 34:22 gegen Legnano.
Das zweite Halbfinale der Fußball-Europameisterschaft der Frauen 1993 fand in Rimini statt. Am 30. Juni siegte die Mannschaft von Italien mit 4:3 nach Elfmeterschießen gegen Deutschland.